# Begleitwagen

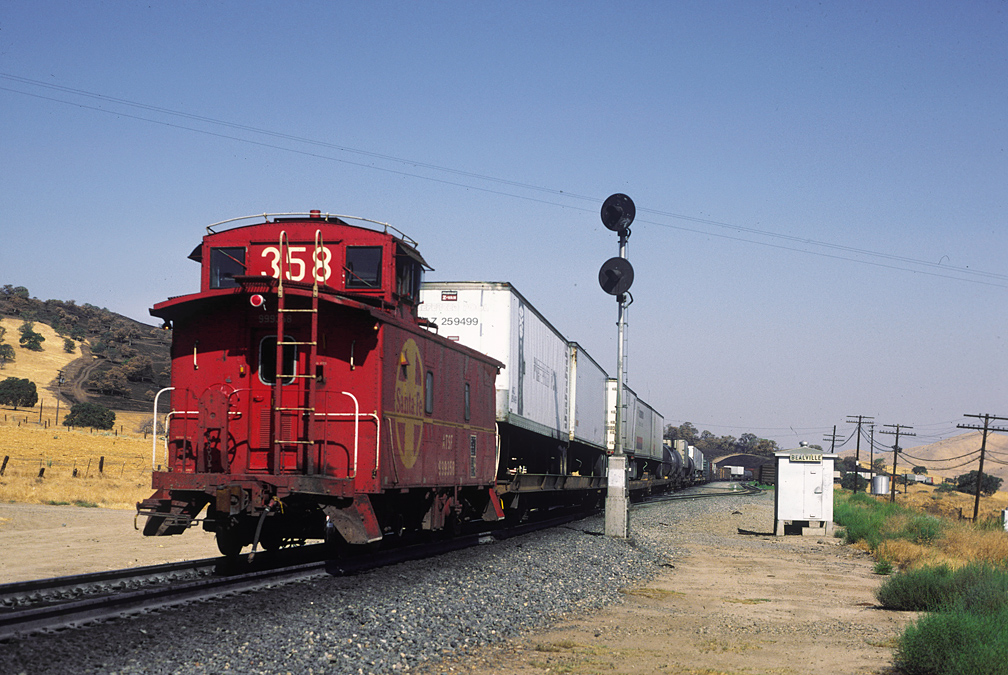
Caboose (Way Car) der Santa Fe

Als Begleitwagen, Dienstbegleitwagen, Güterzugbegleitwagen, Bremserwagen, Güterzuggepäckwagen, Fahrverschubwagen oder englisch Caboose, Cabin Car, Brake Van, Guard’s Van und Way Car werden spezielle Eisenbahnwagen bezeichnet, die (einzeln) einem Güter- oder Dienstzug angehängt werden. Sie dienen dem Zugbegleitpersonal als Aufenthaltsort. Während der Fahrt kann vom Wagen aus der Lauf des Zuges überwacht werden.
Es gibt und gab verschiedene Ausführungen von Begleitwagen. Die bekanntesten sind wohl die sogenannten Caboose der amerikanischen Eisenbahnen. Sie waren bis zum Ende der 1980er Jahre am Schluss jedes Güterzuges zu finden. Mittlerweile wurden sie durch ein elektronisches Kontrollgerät, das End-Of-Train-Device, ersetzt. In Europa liefen die Begleitwagen dagegen meist hinter der Lokomotive. Das vereinfachte den Rangieraufwand erheblich, da die Begleitwagen auf bestimmten Bahnhöfen stationiert waren und auch dorthin zurückkehren mussten. War ein Güterzug fertig zusammengestellt, holte sich die Lokomotive von speziellen Abstellgleisen einen Begleitwagen ab und setzte sich vor den Zug. Am Ende der Fahrt nahm die Zuglok beim Abkuppeln den Packwagen mit und stellte ihn auf den entsprechenden Abstellgleisen ab. Somit stand er gleich für eine Rückleistung zur Verfügung.

## Deutschland
Bis in die 1970er Jahre wurden Güterzüge in Deutschland regelmäßig von Personal begleitet. Außer dem Zugführer war das noch der Packmeister und Rangierer für das Rangieren in Unterwegsstationen. Vor Einführung der durchgehenden Druckluftbremse war der Wagen auch Aufenthaltsraum für die Bremser, die sich dort während der Aufenthalte aufwärmen und verpflegen konnten. Die traditionelle Gattungsbezeichnung der Begleitwagen war Pwg (Packwagen für Güterzüge).
Teilweise wurden für diese Aufgabe ehemalige Packwagen von Personenzügen verwendet. In Deutschland entwickelte Preußen ab 1885 die ersten speziellen Güterzuggepäckwagen. Sie verfügten über einen erhöhten Sitz für den Zugführer zur Zugbeobachtung. Der Zugang erfolgte über eine zunächst offene, später geschlossene Plattform mit beidseitigen Türen. Ab 1902 wurden sie nach dem Musterblatt IIc 13 gefertigt. In Sachsen wurden ab 1889 Güterzugbegleitwagen beschafft, dabei wurde die Bauart von den normalen Gepäckwagen übernommen, sie wurden nur einfacher ausgestattet. Insgesamt wurden in 30 Jahren 350 Wagen beschafft. 1891 wurden auch in Bayern Güterzugbegleitwagen gebaut. Hier konnte das Dienstabteil nur über den Packraum erreicht werden. Dieses hatte Dreh- statt Schiebetüren. Im gleichen Jahr wurden auch in Württemberg Beiwagen gebaut, auch hier in der Bauweise der Gepäckwagen für Personenzüge. Die Wagen hatten eine senkrechte Verbretterung und an jedem Ende eine Bühne. Die kleineren Länderbahnen beschafften meist nach preußischem Vorbild. Die Länderbahnbauarten wurden auch nach dem Ersten Weltkrieg weitergebaut, nach Gründung der Deutschen Reichsbahn nur doch der Pwg Pr 14.
Der häufigste Wagentyp in Deutschland war der Pwg Pr 14 (preußische Bauart), der von 1913 bis 1925 in 9752 Exemplaren gebaut wurde. Neben einem Arbeitsplatz und einer Beobachtungskuppel, die ca. ein Drittel der Dachlänge einnahm, hatte dieser Wagen einen Laderaum, der die Mitnahme von bis zu vier Tonnen Stückgut ermöglichte und über beidseitige Schiebetüren beladen werden konnte. Der Wagen mit einer Länge von 8,5 Metern hatte eine Dienstmasse von 10,8 Tonnen und eine Höchstgeschwindigkeit von 65 km/h. Die Wagen waren bis Ende der 1960er Jahre, zuletzt nur noch auf Nebenstrecken, in Betrieb und sind heute teils bei Museumsbahnen erhalten. Mit Pwg wurden auch Leig-Einheiten gebildet; dabei wurde ein Faltenbalg eingebaut, damit der gesamte Laderaum für das Personal zugänglich war.
Die Deutsche Reichsbahn benötigte Begleitwagen, die bis 100 km/h lauffähig sein mussten. Nach zwei Prototypen (Pwgs-35) entstanden in den Jahren 1938 bis 1942 die Bauarten Pwgs-38 (35 Stück) und Pwgs-41 (687 Stück) in Stahlbauweise, die von Gepäckwagen für Personenzüge abgeleitet wurden. Dachkanzeln verschiedener Bauformen waren nur teilweise vorhanden.
In den Jahren 1944 und 1945 entstanden 4700 Wagen der Kriegsbauart Pwgs-44, basierend auf dem gedeckten Güterwagen Gmhs Bremen. Der Wagen hatte keine Beobachtungskuppel und war von Güterwagen nur aufgrund seiner zusätzlichen Fenster und Türen zu unterscheiden. Die Wagen hatten keine Lichtmaschine und liefen stets direkt hinter der Lok.
In den 1950er Jahren beschaffte die DB ihre letzte Bauart Güterzugbegleitwagen, den Pwghs-54, basierend auf dem gedeckten Güterwagen Gms-54. Der Aufbau bestand aus Profilen und Leimholzplatten. Die Einrichtung bestand aus Teilen des Umbauwagen-Programms. Neben dem Zugführerabteil gab es auch eine Toilette. Es wurden 1200 Wagen beschafft. Ab den 1970er Jahren wurden an die 800 Wagen in normale Gls205 umgebaut, andere Wagen wurden in Werkstatt- oder Gerätewagen umgebaut. Mitte der 1990er Jahre endete der Einsatz.
Wegen der niedrigen Höchstgeschwindigkeit der Güterzuggepäckwagen der Länderbahnbauarten und wegen Korrosionsschäden an denen der Kriegsbauart reichte der Bestand der Deutschen Bundesbahn in den 1960ern trotz Neubauten nicht mehr aus. Deshalb wurden ab 1964 im Reisezugdienst entbehrliche "Donnerbüchsen" der Einheitsbauart mit Arbeitsplätzen für die Zugführer ausgerüstet und bis zum Fristablauf mit entsprechender Beschriftung als Güterzuggepäckwagen der Gattung Pwghs eingesetzt. Diese sogenannten Behelfs-Pwg gingen in den 1970er Jahren außer Betrieb.
Die DR beschaffte ab 1956 neue zweiachsige Begleitwagen mit glattem Stahlkasten, Dachaufbau und Schiebetüren. Die ursprünglich als Pwgs 88 eingeordneten Wagen wurden später als Gepäckwagen in Personenzügen eingesetzt. Dafür wurden die als „Blechbüchse“ bekannten Wagen in Daa 93-26 umbezeichnet und mit Anschriften nach Reisezugwagennormen versehen. Übergangseinrichtungen erhielten sie jedoch nicht mehr.
Um den Begleitwagen einsparen zu können, baute die DB 735 Schlepptender der Baureihe 50 in Kabinentender um. Hinter dem Kohlenkasten wurde eine Zugführerkabine mit Schreibplatte und Klappsitz eingebaut, die über beidseitige Türen zugänglich war. Dabei reduzierte sich der Kohlenvorrat. Mit Diesel- oder Elektroloks bespannte Güterzüge führten meistens das Zugpersonal im zweiten Führerraum mit.
Ab den 1950er Jahren nahm die Zahl der Begleitwagen rapide ab. Waren 1957 noch 6045 Wagen im Bestand der DB, so waren es fünf Jahre später nur noch 2824. 1971 waren es dann 1495 Wagen.
Auf Schmalspurstrecken mit Rollwagenbetrieb blieben Begleitwagen im Einsatz. Hier waren sie zusätzlich zum Arbeitsplatz für den Zugführer Aufbewahrungsort für die Kuppelstangen. Verwendet wurden häufig, beispielsweise in Sachsen, ältere Gepäckwagen, die deswegen auch in reinen Güterzügen mitliefen.

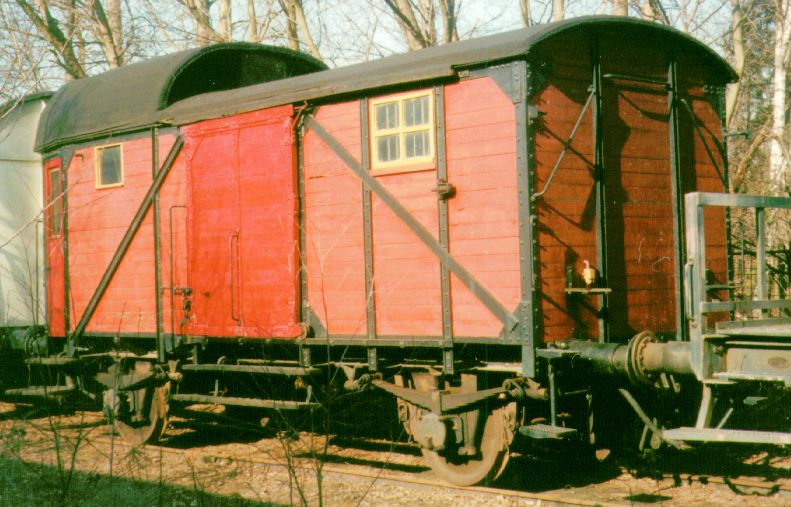
Pwg Hannover 121370 (Pwg Pr 14, Baujahr 1923) im Lokpark Braunschweig
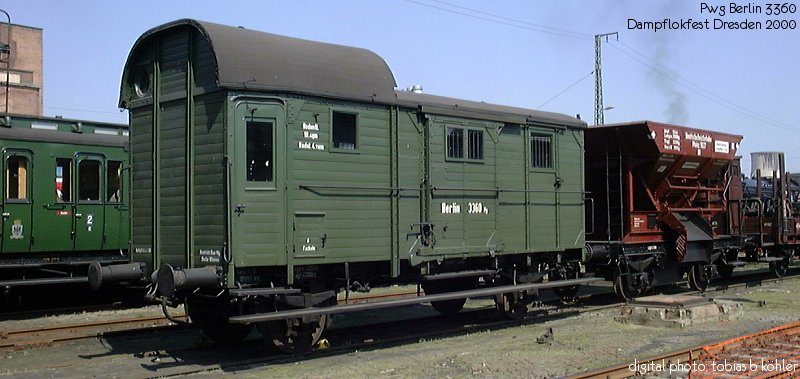
Pwg Berlin 3360 (Pwg Pr 14) auf dem Dampflokfest Dresden
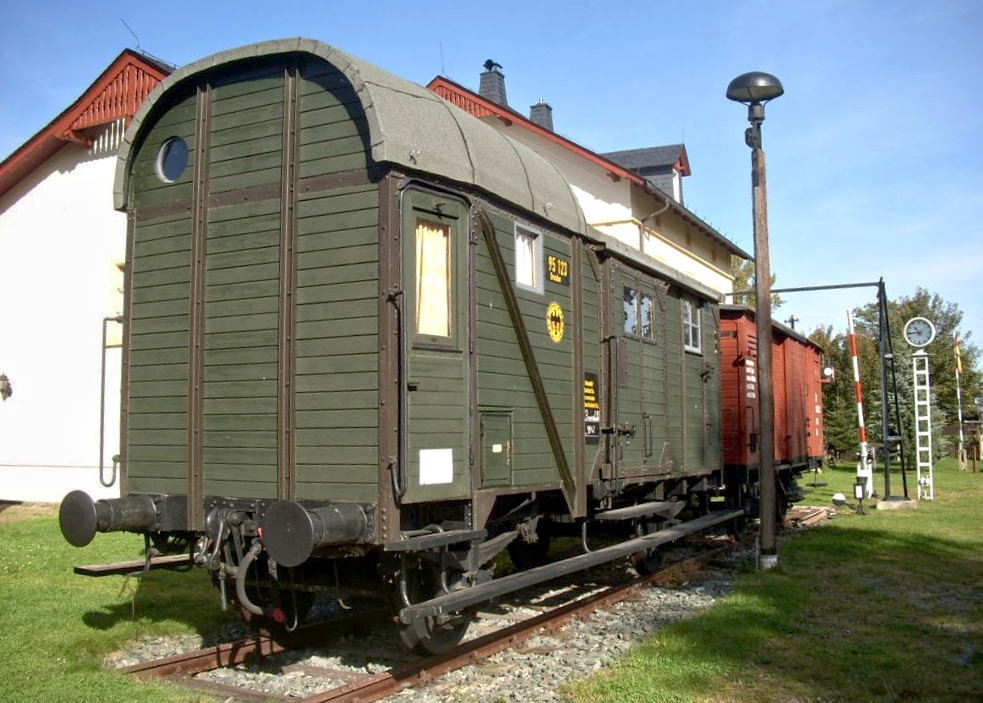
Pwg Dresden 95123 (Pwg Pr 14, Baujahr 1920) in Walthersdorf
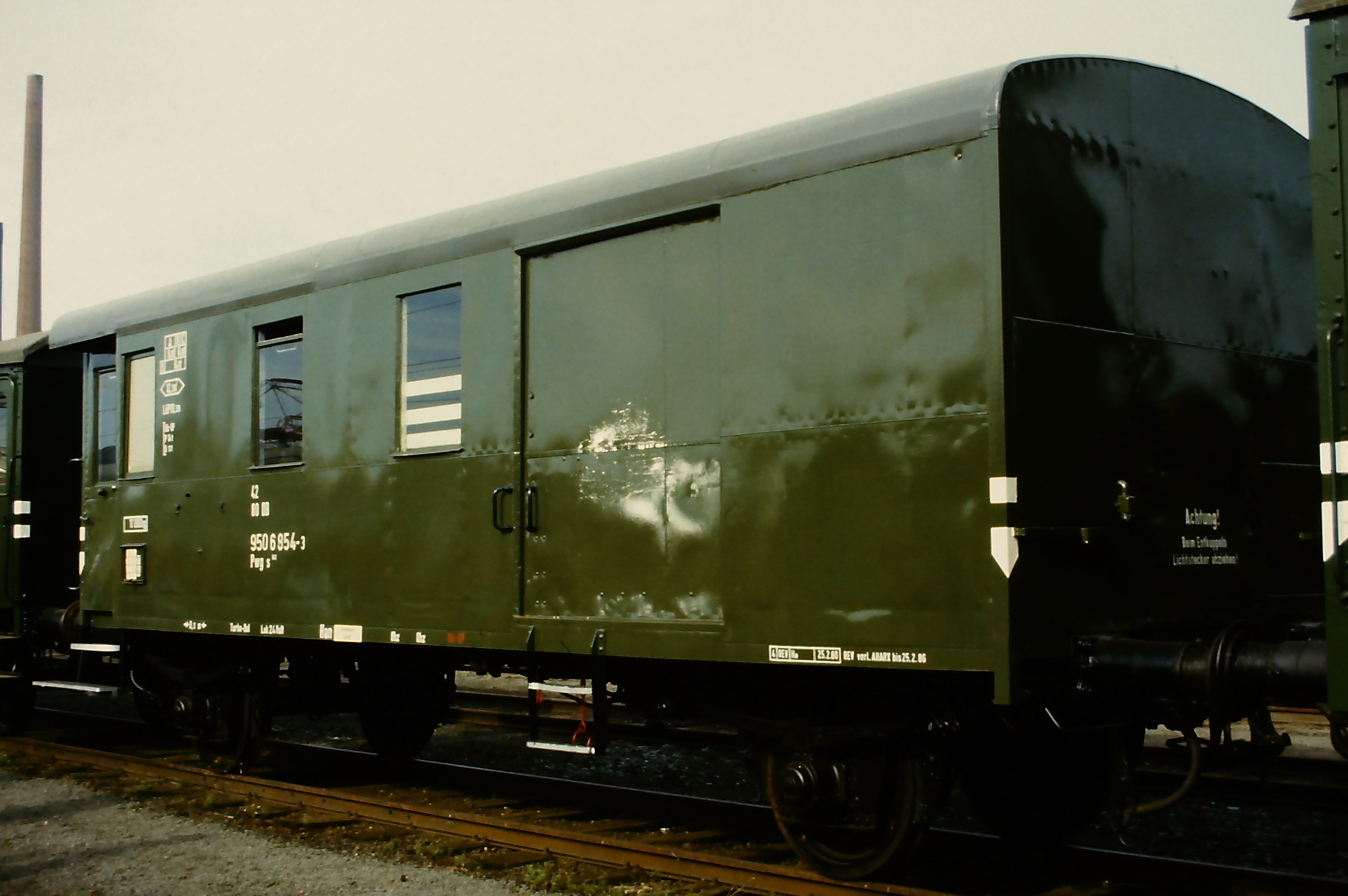
Pwgs-41 (Fahrzeugschau 150 Jahre Deutsche Eisenbahnen in Bochum-Dahlhausen)
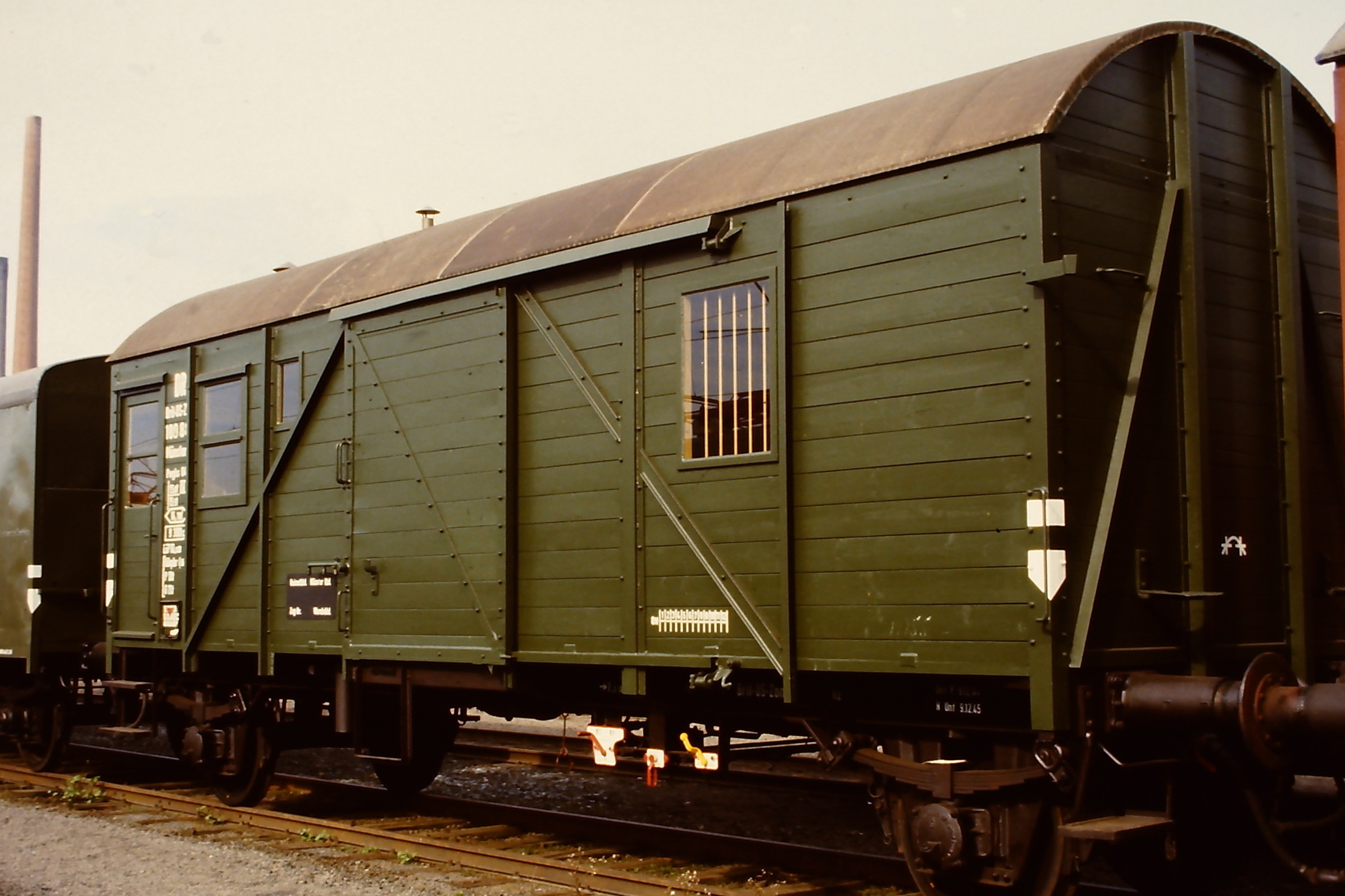
Pwgs-44 (Fahrzeugschau 150 Jahre deutsche Eisenbahn in Bochum-Dahlhausen)
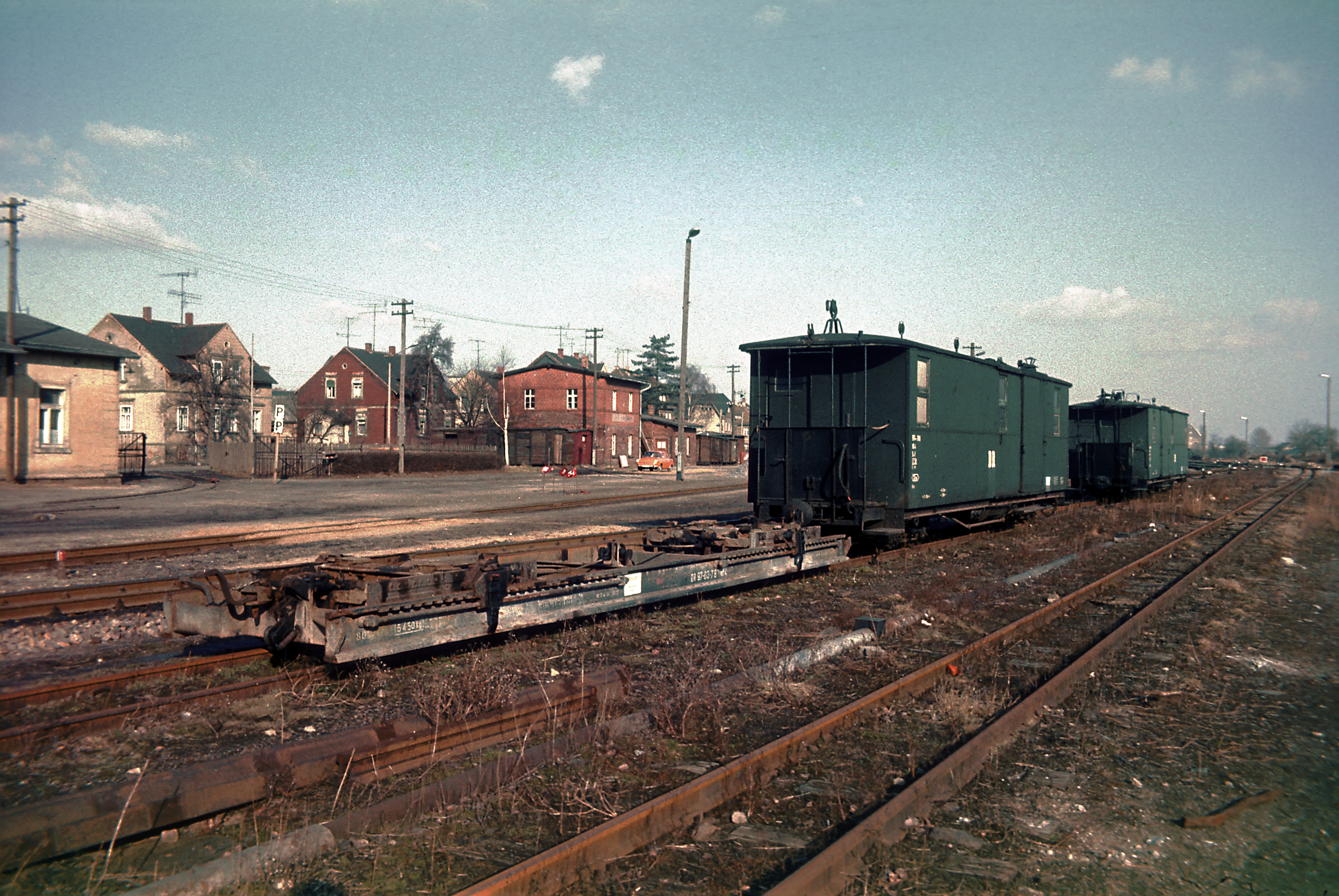
Bahnhof Mügeln (b Oschatz), abgestellte Roll- und Güterzuggepäckwagen, März 1982

### Einzelne Bauarten
| Verschiedene Pwg-Bauarten | Verschiedene Pwg-Bauarten | Verschiedene Pwg-Bauarten | Verschiedene Pwg-Bauarten | Verschiedene Pwg-Bauarten | Verschiedene Pwg-Bauarten | Verschiedene Pwg-Bauarten | Verschiedene Pwg-Bauarten | Verschiedene Pwg-Bauarten | Verschiedene Pwg-Bauarten | Verschiedene Pwg-Bauarten                                           |
| Musterblatt               | DR-Skizze                 | Erstes Baujahr            | Anzahl                    | Einsatz bis               | Dachkanzel                | Abort                     | LüP [mm]                  | Kastenlänge [mm]          | Achsstand [mm]            | Bemerkungen                                                         |
| ------------------------- | ------------------------- | ------------------------- | ------------------------- | ------------------------- | ------------------------- | ------------------------- | ------------------------- | ------------------------- | ------------------------- | ------------------------------------------------------------------- |
| IIa 13                    | Pwg Pr 12                 | 1912                      | ca. 1200                  | 1972                      | x                         |                           | 8500                      | 7200                      | 4700                      |                                                                     |
| IIa 13a                   | Pwg Pr 14                 | 1913                      | ca. 7000                  | 1972                      | x                         |                           | 8500                      | 7200                      | 4700                      |                                                                     |
| Blatt 62                  | Pwg Bay 13/21             | 1913                      | ca. 430                   | 1971                      | x                         |                           | 8500                      | 7200                      | 5000 / 4700               |                                                                     |
| Fwgä 7.01                 | Pwgs 38                   | 1938                      | 35                        | 1983                      | x                         |                           | 10.300                    | 9000                      | 6000                      | Stahlbauweise                                                       |
| Fwgä 8.01.101             | Pwgs 41                   | 1941                      | 700                       | 1995                      |                           |                           | 10.300                    | 9000                      | 6000                      | vereinfachte Ausführung des Pwgs 38, Stahlbauweise                  |
| KFwgä 11.01.1–4           | (K)Pwgs 44                | 1943                      | ca. 4500                  | 1973                      |                           |                           | 10.000                    | 8700                      | 7000                      | Auf Basis des G-Wagens Bremen                                       |
| 560                       | Pwg 09                    | 1943                      | ca. 350                   | 1965                      | Erkerfenster              |                           | 8375                      | 7315                      | 4039                      | Auf Untergestell von USATC-Wagen aufgebaut, zwei offene Plattformen |
| Fwgä 552.01.000.0         | Pwghs 54                  | 1957                      | 1200                      | 1995                      |                           | x                         | 11.140                    | 9340                      | 5840                      | DB-Bauart auf Basis des Gms 54                                      |
| 36.001-01.001/002         | Pwg(s) 88                 | 1956                      | ca. 480                   | 1994                      | x                         |                           | 8940                      | 7700                      | 4850                      | DR-Bauart, Stahlbauweise                                            |

1. ↑  Für viele preußische Bauarten wurden aufgrund von Änderungen der Innenräume, Türen, Aborte usw. und aufgrund von Neuauflagen der Musterblätter mehrere Skizzenblätter aufgestellt. Hier ist das für die meisten Wagen gültige Skizzenblatt angegeben.

## Österreich
Von den Vorgängerbahnen haben die ÖBB zahlreiche Begleitwagen verschiedener Bauarten übernommen, von der Deutschen Reichsbahn vor allem die Bauarten Pwgs-41 und Pwgs-44.
Beim Umbauprogramm der Spantenwagen entstanden auch zweiachsige Gepäckwagen der Bauart Diho. Nach ihrem Einsatz in Personenzügen wurden sie teilweise für Güterzüge adaptiert und als Dghos bezeichnet. Erkerfenster erlaubten dem Zugpersonal eine Beobachtung des Zuges; der Laderaum war über Schiebetüren zugänglich. Einige Wagen existieren für Fahrverschub- und Arbeitszüge auch heute noch oder wurden zu Generatorwagen für Museumszüge umgebaut. Für geschobene Nebenfahrten wurden einige Wagen mit Spitzensignal ausgestattet.
Auch bei den ÖBB wurden Zugführerkabinen in Dampfloktender eingebaut, hier waren die Wannentender der Reihe 52 betroffen.

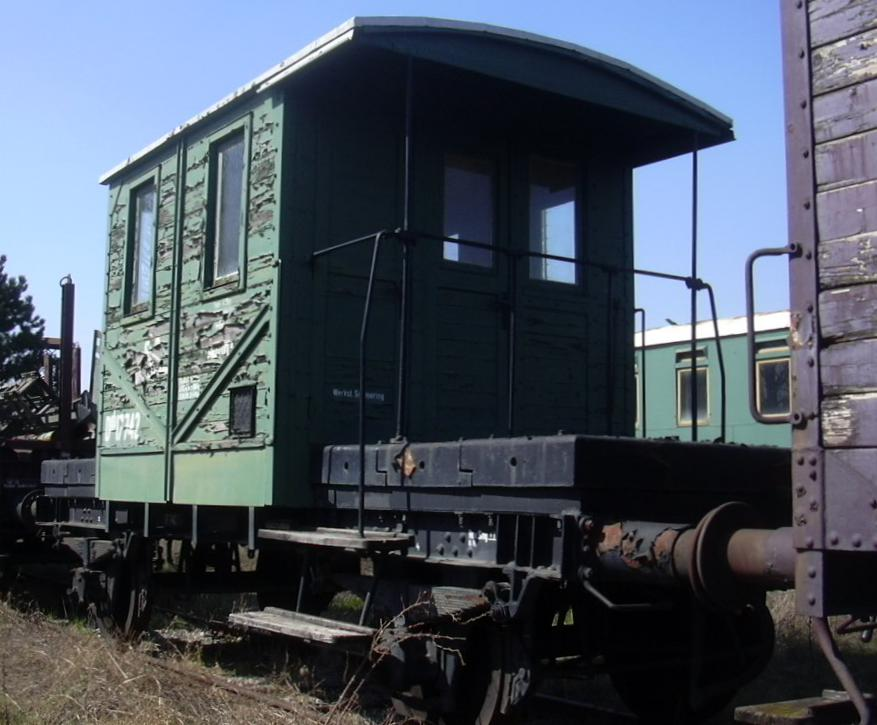
Dgb 17742 der K.K.St.B.
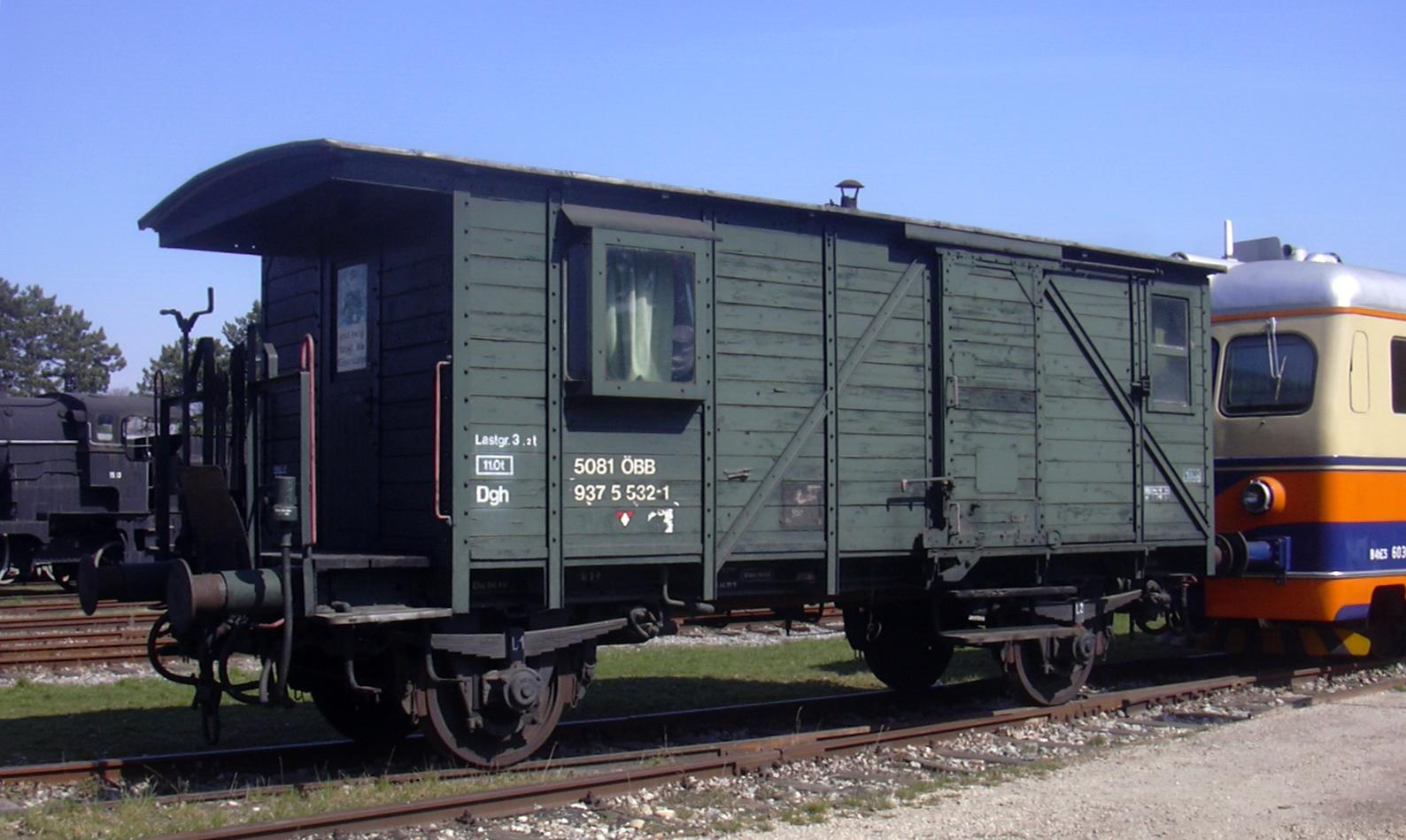
Dgh 50 81 937 5 532-1 der ÖBB
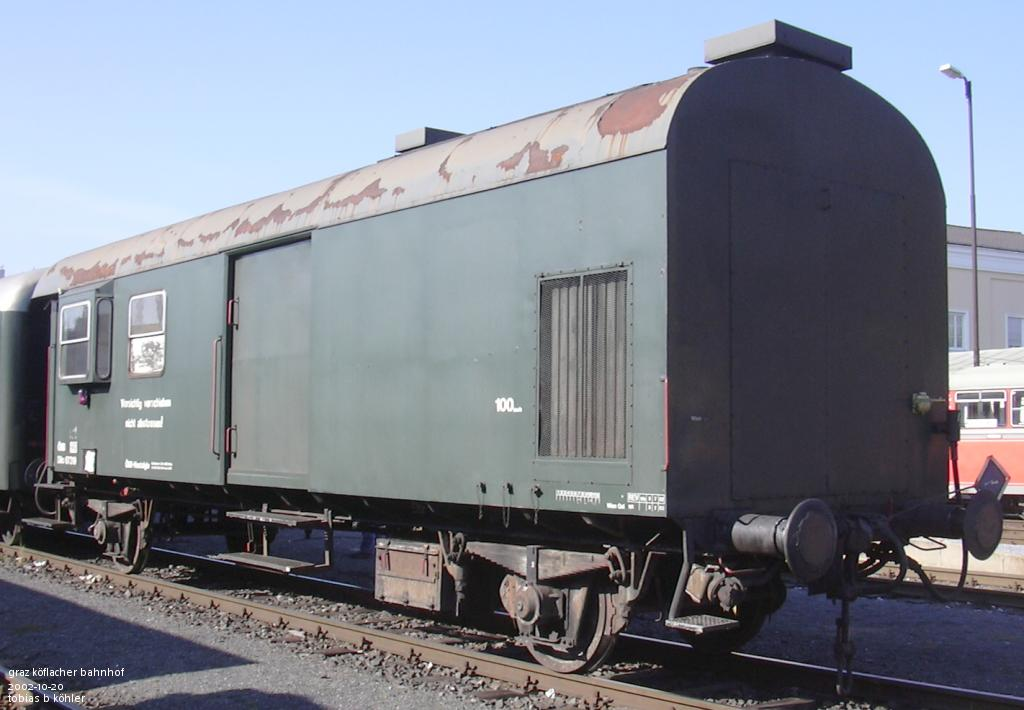
ÖBB-Generatorwagen umgebaut aus Diho 67319

## Schweiz

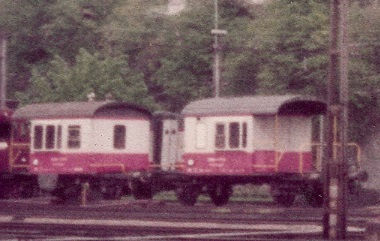
Zwei Kuppelwagen für die Überführung einzelner EW III; Rorschach, 2009

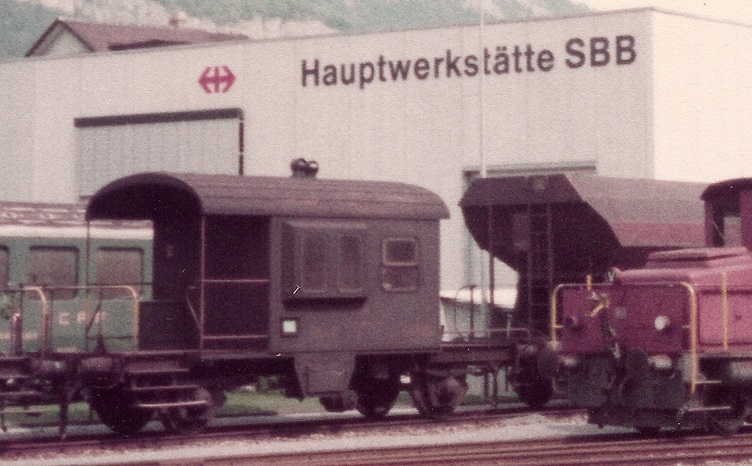
Güterzugbegleitwagen „Sputnik“ im Jahr 1982 vor der Hauptwerkstätte Chur

In der Schweiz gibt es keine eigentlichen Dienstbegleitwagen mehr, weil alle Güterzüge unbegleitet verkehren.
Ab 1957 bauten die SBB in mehreren Serien auf Untergestellen abgebrochener Personenwagen insgesamt 385 Stück des zweiachsigen Dienstbegleitwagens Db, von den Eisenbahnern in Anspielung auf den ebenfalls 1957 gestarteten, ersten künstlichen Satelliten „Sputnik“ (russ. „Begleiter“) genannt. Die BLS baute für den eigenen Bedarf ebenfalls sechs Sputniks. Wegen des kurzen Achsstandes von nur 5 Metern (Länge 9,24 m) und des geringen Gewichtes (10 t) wurde das Zugpersonal bei schneller Fahrt im Aufenthaltsraum und am Beobachtungsposten regelrecht durchgeschüttelt. Ausgestattet war der Wagen mit Einrichtungsgegenständen ausrangierter Personenwagen. So fand man in dem auf ein Wagengestell aufgesetzten Häuschen eine WC-Kabine ohne Spülung, aber mit einem Wasserkübel, eine doppelte Holzbank aus der dritten Klasse und einen Gasofen mit Ofenrohr. Die Gasflaschen befanden sich auf einer der Plattformen in einem Kasten, welcher dem Zugpersonal auch als Sitz an der frischen Luft dienen konnte. Der Wagen lief grundsätzlich am Zugschluss. Mit dem Abbau der Begleitung von Güterzügen wurde der Bestand reduziert und Anfang der 1990er Jahre endete der Einsatz. Sputnik-Wagen wurden auch für andere Zwecke adaptiert, beispielsweise als Kuppelwagen für die Überführung einzelner EW III mit Mittelpufferkupplung.
Die umgebauten Personenwagen für die rollende Landstrasse werden auch als Begleitwagen bezeichnet, und auch sie sind als Db angeschrieben. Im Gegensatz zu den Güterzugbegleitwagen sind sie aber hinter der Lok einzureihen, da nur an dieser Stelle eine Sprechverbindung über UIC-Kabel möglich ist und sie über die Zugsammelschiene mit Energie versorgt werden, mit der die niederflurigen Tragwagen nicht ausgerüstet sind.

## USA

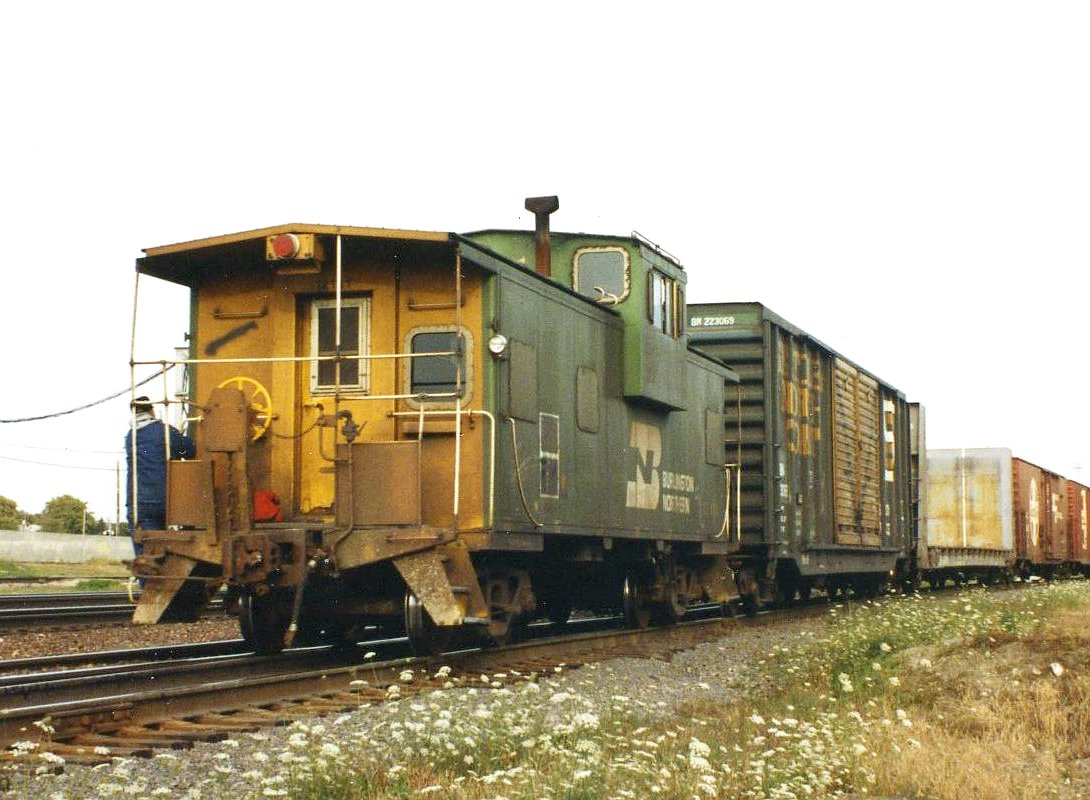
Caboose der Burlington Northern im Jahr 1993

### Funktion
Begleitwagen dienen in den USA wie in Europa auch als Aufenthalts- und Versorgungsraum für das Begleitpersonal des Güterzuges sowie als Lager für Werkzeug und Ersatzteile, z. B. Lagerschalen für während der Fahrt heißgelaufene Achslager an den Güterwagen.
Da in den USA die Zugsicherung auf vielen Bahnlinien ausschließlich über den Fahrplan verlief, kam dem Begleitwagen zudem noch die Funktion als Arbeitsplatz des Signalman zu. Dieser überwachte die Geschwindigkeit des eigenen Zuges anhand seiner Uhr, der Kilometrierung an der Strecke sowie des Fahrplans und warf bei Bedarf Leuchtkugeln mit definierter Brenndauer als zeitlich begrenzte Haltsignale an den nachfolgenden Zug aus dem noch fahrenden eigenen Zug ins Gleis. Kam der eigene Zug zum Stehen, musste der Signalman dem nachfolgenden Zug zudem entgegenlaufen. Um die Sichtbarkeit der Leuchtkugeln auf jeden Fall zu gewährleisten und die nötige Zeit für das Entgegenlaufen zu verkürzen, musste der Begleitwagen daher in den USA im Gegensatz zum europäischen Pendant unbedingt am Zugschluss eingereiht werden.
Die Ausweich- und Überholbahnhöfe waren außerdem besonders im Westen der USA häufig unbesetzt und besaßen ortsbediente Weichen. Daher wurde sowohl an der Zugspitze als auch am Zugende Personal benötigt, um das Hauptgleis möglichst schnell räumen und damit den sicherheitsrelevanten Fahrplan ohne zu große eingeplante Wartezeiten einhalten zu können.

### Bezeichnungen
Der englische Ausdruck Caboose basiert vermutlich auf dem niederländisch-skandinavischen Wort für Kombüse, der Küche bzw. dem Aufenthaltsraum- oder Verschlag auf Segelschiffen, „kabhuis“. Über das französische „cambose“ bzw. „kombuis“ Afrikaans mag sich der Ausdruck für den Wetterschutzverschlag an Bord und auf dem Deck eines Seglers für den gezimmerten Wetterschutz auf einem Flachwagen durchgesetzt haben. Neben dem offiziellen „cabin car“ waren und sind zahlreiche Spitznamen in Gebrauch, darunter „waycar“, „dog house“, „brain car“, „conductor’s car“, „shanty“ und „cabin“ („cab“). Lediglich im Westen der USA setzte sich das heute oft gebräuchliche „caboose“ durch.

### Geschichte
Anfangs fuhren die Bremser oft auf dem offenen Güterwagen mit. Vom Schaffner Nat Williams der Auburn & Syracus Line (New York) wird erzählt, er hätte sich 1840 einen leeren Waggon mit einer Kiste als Stuhl und einem Fass als Schreibtisch eingerichtet. Vor Erfindung der pneumatischen Bremse musste ein (entsprechend schwerer) Wagen am Zugende das Bremsen mitübernehmen, oder jeder Wagen wurde vom durchlaufenden Bremser oder mehreren Bremsern einzeln abgebremst.
Vom Schaffner T. B. Watson der Chicago and North Western Railway wird um 1863 berichtet, er hätte einen defekten Güterwagen mit kaputtem Dach genutzt, um – auf einem Stapel Ladegut stehend oder sitzend und durch ein Loch im Dach schauend – den Zug zu kontrollieren. Später wurden auf hölzernen, als Bremserwagen eingesetzten Güterwagen Cupolas oder Pilot Cabins als Aufbau eingerichtet. Am letzten Bremserwagen angebracht waren die Zugabschlussleuchten, dieses Fahrzeug bildete damit förmlich das Zugende.
Um die Aussicht zu verbessern, wurden später bei manchen Bremserwagen auskragende Ballonfenster oder ein auskragender Aufbau angebracht. Da durch größere Güterwagen ein Überblick vom Dach aus nicht mehr möglich war und zudem das Problem der Tunnelmaße bestand, wurde auf einigen Linien ab 1923 (Akron, Canton & Youngstown) der zentrale Dachaufbau durch seitliche Fenstererker abgelöst. Für Kurzstrecken wurden (und werden) zudem Wagen mit zusätzlicher offener Wagenfläche für den Lasttransport eingesetzt.
Der Aufenthalt in den anfangs zweiachsigen Wagen war, insbesondere bei Bremsmanövern und auf unebenen Gleisen, nicht ungefährlich. Kohleöfen waren auf dem Boden festgeschraubt, die Feuertüren wiesen eine doppelte Verriegelung auf, die Heizplatte hatte Ränder, um Pfannen und Töpfe auf dem Ofen zu halten. Anfänglich kaum mehr als ein Holzverschlag, kamen bald Sitz- und Liegemöglichkeiten hinzu, ebenso Schreibtisch und Kochmöglichkeit sowie Heizung und Abtritt. Elektrische Beleuchtung (ab 1954, Southern Pacific), Heizung, pneumatische Zugbremsen, Kühlschrank und Funk bzw. Telefon kamen dagegen erst später hinzu.
Bei den Bremserwagen der späteren Zeit legte man viel Wert auf die Arbeitssicherheit. Handläufe im Inneren erstreckten sich über die gesamte Wagenlänge, abgerundete Ecken reduzierten Verletzungen. Äußere Stiegen und großzügige Handläufe an Plattformen und Stiegen erleichterten die Rangierarbeit.

### USA heute: Ablösung durch EOTD
Mit der Einführung der durchgehenden pneumatischen Bremsanlage wurde der Caboose in den USA ab 1970/80 zunehmend auf die reine Wohn-, Lager-, Werkstatt und Bürofunktion reduziert. Ein EOTD (End Of Train Device) oder FRED (Flashing Rear-End Device) übernimmt technisch die Kontrolle der Bremsanlage am Zugende, Schaffner und Lokführer sind auf der Lok untergebracht. Die Achslager werden heute teils automatisch vom Gleis aus überwacht, das aufwendige Rangieren der Bremserwagen und rund 18.000 Dollar (CF-1000) Anschaffungskosten entfallen, zudem ist beim Zweimannbetrieb weniger Personal notwendig.
Das EOTD oder FRED, in Kanada auch SBU (Sense and Brake Unit) genannt, macht ein bis zwei Arbeitsplätze pro Zug überflüssig, was zum Akronym Fucking Rear End Detector führte. Das korrespondierende HOT-Gerät (HOT = Head of Train) wird – in Anspielung auf die Zeichentrickserie Familie Feuerstein – auch gerne Wilma genannt. Das erste FRED war im Jahr 1973 von der Florida East Coast Railway eingeführt worden.
Durch eine Datenverbindung zur HOT-Console der Lokomotive macht es obligatorische Bremsentests im Ein-Mann-Betrieb erst möglich, ebenso wie zuvor der Caboose übernimmt es Beleuchtungsaufgaben. Bei heutigen Geräten wurde die dafür notwendige Batterie durch einen Druckluftgenerator ersetzt. Eine Zweiwege-Funkverbindung erlaubt die Auslösung der Bremse durch den Lokführer notfalls auch vom Zugende aus. Die bekannten Funkfrequenzen des EOTD sowie mancher Gleisbettsensoren werden in Nordamerika gerne von Bahnfreunden zur Beobachtung und als Vorwarnung beim Fotografieren benutzt.
Waren noch um 1925 rund 34.000 Bremserwagen in den USA unterwegs, sind sie heute selten geworden. Heute sind Bremserwagen, wie einst meist in auffälligen Farben oder in den Farben der Zuggesellschaft lackiert, meist nur noch Begleitwagen für spezielle Züge, weichenreiche Nebenstrecken und im Bahnhofs- und Baustellenbetrieb unterwegs. Bei kleinen Gesellschaften sind sie weiterhin im regulären Einsatz.

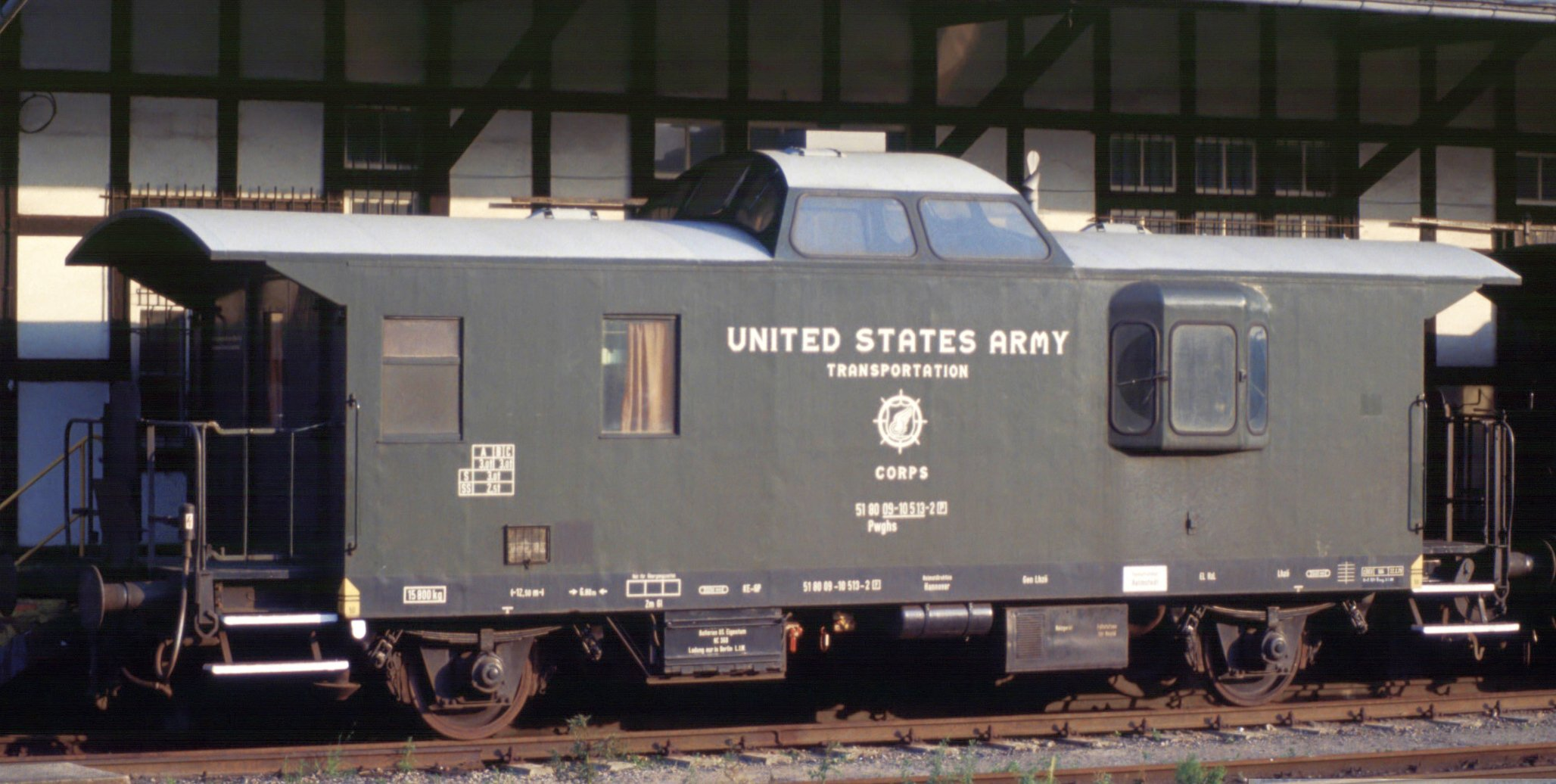
Begleitwagen für US-Militärzüge in Berlin-Lichterfelde West, 1980

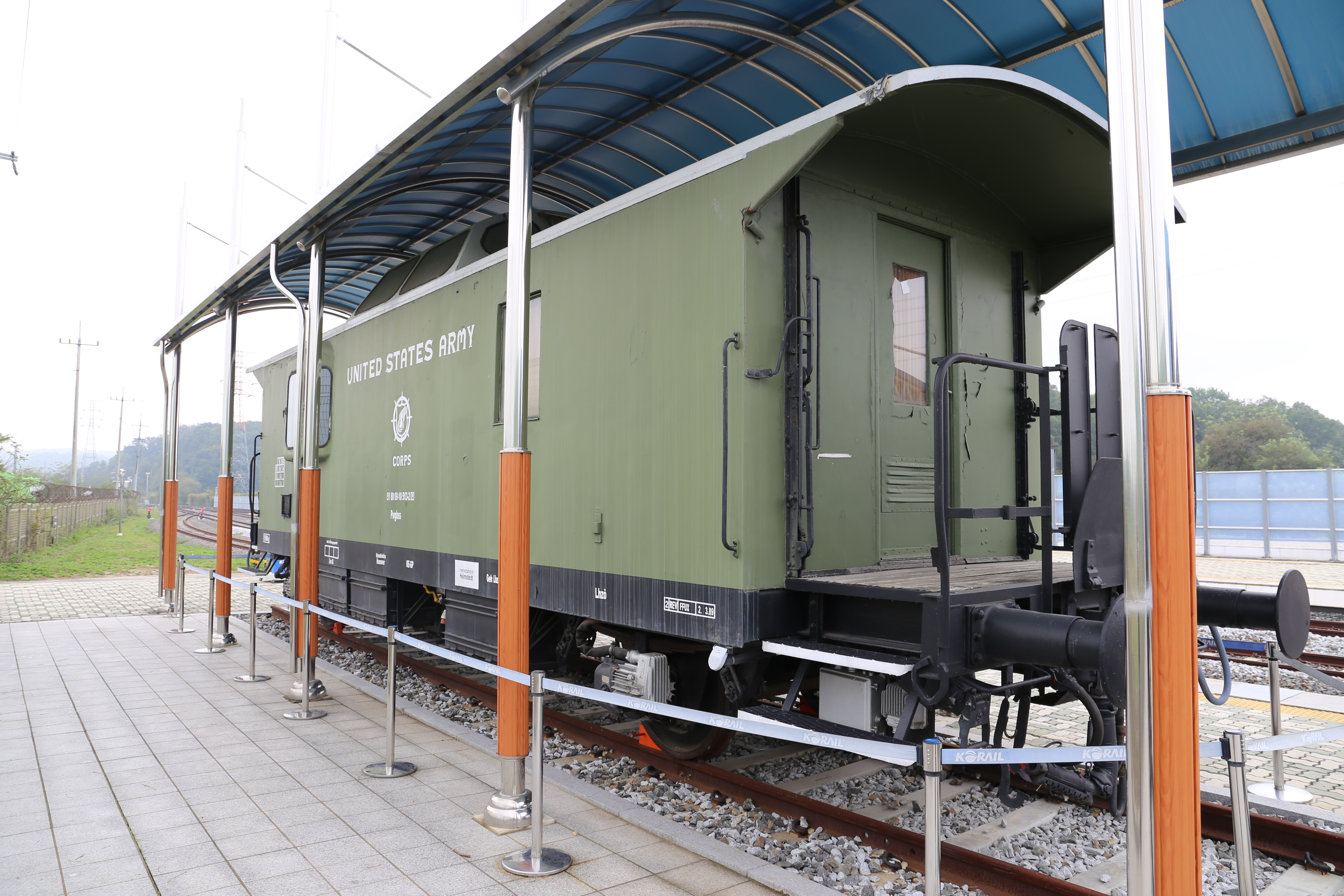
Im südkoreanischen Bahnhof Dorasan ausgestellter US-Militär-Begleitwagen

Während zahlreiche Wagen in Museen und Parks zu finden sind, sind andere als Fremdenverkehrsbüro, Imbiss oder Motel („Caboose Motel“) umgebaut. Das Illinois Railway Museum besitzt alleine 19 Exemplare und das Western Pacific Railroad Museum in Portola, Kalifornien 17. Bei der mexikanischen Ferrocarril Chihuahua al Pacífico sind sie auf der Strecke zwischen Chihuahua und Los Mochis weiterhin regulär im Einsatz.

### US- und FFA-Militärzüge im Berlin-Verkehr
Für US-amerikanische Militärtransporte zwischen Berlin (West) und US-Basen in Deutschland wurden 1964 von der Waggonfabrik Gebrüder Credé in Kassel drei sogenannte Begleitwagen mit Dachkanzel und seitlichen Beobachtungsfenstern gebaut und an das Ende der vom United States Army Transportation Corps durchgeführten Transportzüge in Berlin-Lichterfelde West angehängt. Registriert waren die Wagen als Privatwagen als Gattung Pwghs durch die Deutsche Bundesbahn und in Helmstedt beheimatet. Nach der Schließung des Railway Transportation Office in Lichterfelde West 1993 wurde ein Wagen bis Ende 1999 in Münster abgestellt, bevor er durch den Verein Alliierte in Berlin e. V. in Berlin-Tegel erworben wurde. Ein weiterer Wagen wurde 1994 in das U.S. Army Transportation Museum  in Fort Eustis nahe Newport News in Virginia (USA) gebracht, der dritte war ab 1994 am Bahnhof Helmstedt ausgestellt und befand sich ab 2016 für drei Jahre als Leihgabe des Zonengrenzmuseums im südkoreanischen Bahnhof Dorasan in der demilitarisierten Zone. Er wurde danach restauriert und 2023 vor dem Helmstedter Kreishaus aufgestellt.
Zwei baugleiche Begleitwagen waren auch bei den französischen Streitkräften (FFA) im Berlin-Verkehr im Einsatz. Sie befinden sich heute im Bestand des Deutschen Dampflok- und Modelleisenbahnmuseums in Tuttlingen in Baden-Württemberg.

## Großbritannien

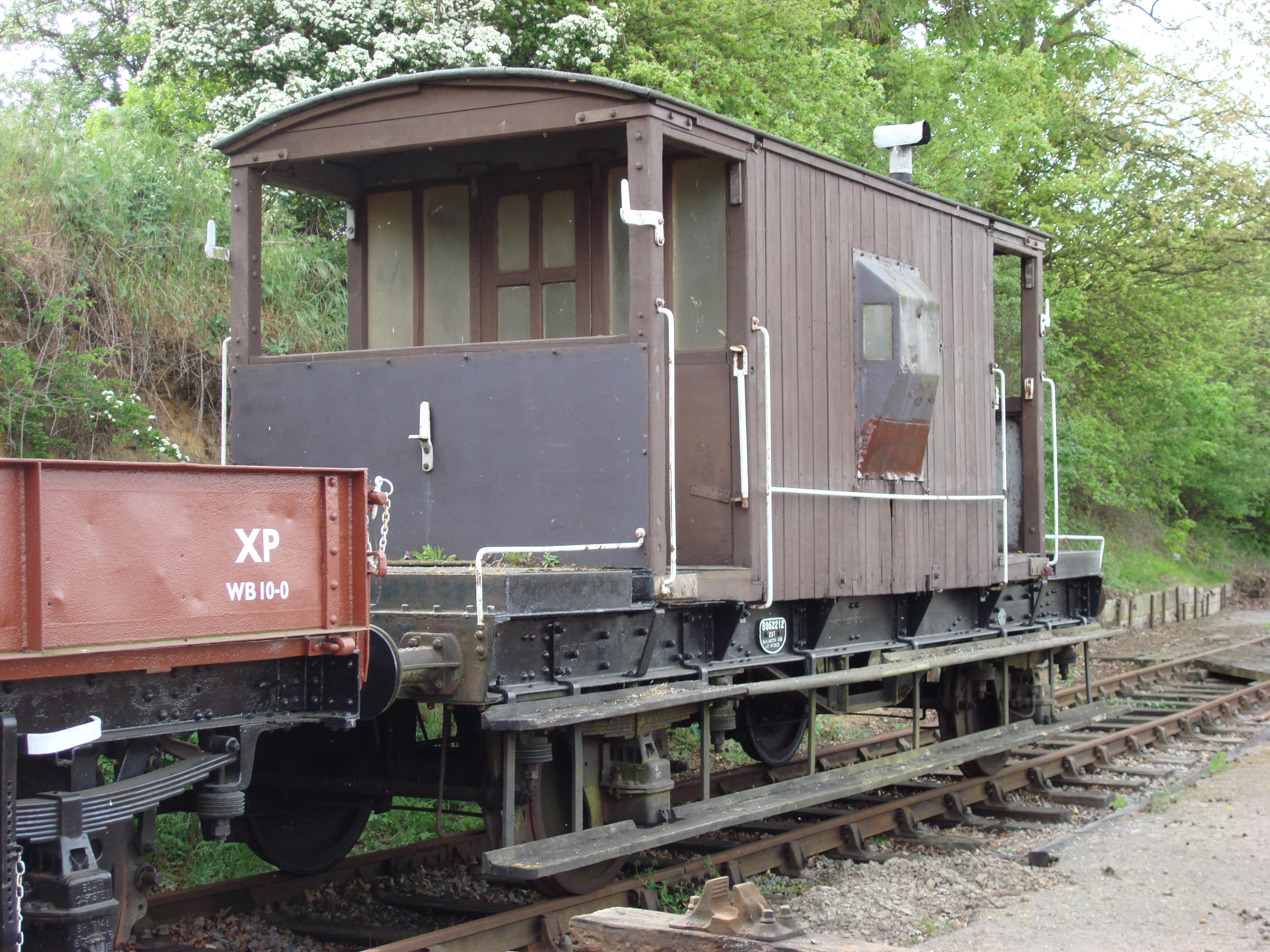
Britischer „Standard“ Brake van

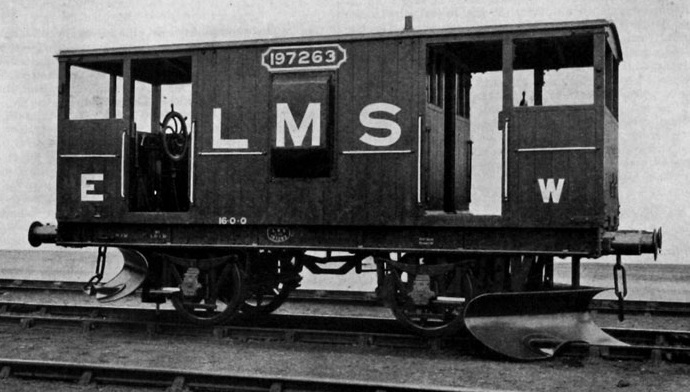
Brake van der LMS mit angebautem Schotterpflug

Die als brake van oder guard’s van bekannten Wagen wurden auf Güterzügen eingesetzt. Die einzigen Bremsen dieser Züge befanden sich auf der Lok und dem Bremserwagen, die Geschwindigkeit war auf rund 25 mph (ca. 40 km/h) beschränkt. Die Wagen waren mit zusätzlichem Ballast ausgerüstet. Zusätzlich zum normalen Bremsdienst kam oft eine geringe stetige Bremslast hinzu, um Schäden an den bei britischen Güterwagen gängigen losen Kupplungen zu vermeiden. Bei Gefällestrecken reichten die Lokbremse und Bremserwagenbremse in der Regel nicht aus, vor Talfahrten war also der Zug anzuhalten und eine ausreichende Zahl an Handbremsen zur Unterstützung der bedienbaren Bremsen anzuziehen. Nach der Talfahrt mussten der Zug nochmal angehalten und die Handbremsen der Güterwagen gelöst werden.
Ältere Bremserwagen in Großbritannien verfügen oft über Handläufe an beiden Seiten und Trittbrettern über die gesamte Länge sowie über Sichterker an den Seiten, analog den späteren amerikanischen Caboose-Bauformen, allerdings kleiner gebaut.
Es kamen auch spezielle Bremserwagen mit angebauten Schotterpflügen beim Neuschottern von Gleisen zum Einsatz. Da damals die meist ungebremsten Trichterwagen bei der Zuführung zur Gleisbaustelle einen Bremserwagen benötigten und der Schotterpflug beim Neuschottern hinter den Trichterwagen laufen musste, kombinierte man Schotterpflüge und Bremserwagen.
Bremserwagen an Personenzügen hatten vor der Einführung der Saugluft- bzw. Druckluftbremse dieselben Aufgaben, verfügen neben dem Dienstabteil aber auch über Expressgut- oder Personenabteile. Auch ein verschließbares Gepäckabteil und Stauraum für die Bordküche waren durchaus nicht ungewöhnlich. Äußerlich ähneln sie, bis auf die Anordnung von Fenster und Türen, gewöhnlichen Personenwagen. Der Begriff brake oder brake van für diese Wagen und deren Dienstabteile blieb auch Jahrzehnte nach der flächendeckenden Ausrüstung der Reisezugwagen mit durchgehenden, selbsttätigen Bremsen bestehen.
Die Bremserwagen waren bei Güterzügen in Großbritannien bis in die 1980er Jahre häufiger anzutreffen. Seit den späten 1990ern sind sie nur noch bei Museumsbahnen zu finden. Zugführer der Güterzüge, soweit noch vorhanden, fahren im zweiten, rückwärtigen Führerstand der Lokomotive mit.

## Australien
Dienstwagen (brake van oder guard’s wagon) in Australien besitzen (bzw. besaßen) neben dem Dienstabteil die Möglichkeit zum Transport von Gütern und Post. Neben dem großzügigen Güterabteil mit großen Ladetüren findet sich häufig auch ein Personenabteil, um Reisende mitsamt ihrem Gepäck (auch Lebendfracht) befördern zu können.

## Indien
In Indien sind Bremserwagen noch häufig im Einsatz, auch bei Personenzügen. Neben dem Dienstabteil mit zwei Sitzen und einem Schreibtisch finden sich eine kleine Toilette, ein oder mehrere Zwinger für zu transportierende Hunde, für deren Versorgung der Schaffner mitverantwortlich ist, Signallampen für Notfälle, Verbandkasten sowie eine Krankentrage. Neben der pneumatischen Bremse ist zwingend auch eine Handbremse vorhanden.
Als Signalausrüstung dienen verschiedenfarbige Winkerflaggen und Lampen, neuerdings aufgrund der Zuglänge oft auch Funk. Auf manchen Strecken werden auch die Einnahmen der Stationen – per Bahn eingesammelt – im Bremserwagen verwahrt.
Bei Güterzügen wird als Bremserwagen ein beidseitig offener Wagen verwendet, der als wesentliche Ausrüstung über eine Toilette verfügt. Eine Innenbeleuchtung ist fakultativ.

## Ostafrika
Die Kenya and Uganda Railways setzten ab 1936 spezielle Begleitwagen bei Personenzügen auf den langen Hauptstrecken ein, in denen eine zweite Mannschaft Lok- und Zugpersonal mitfuhr. Alle acht Stunden wurden diese ausgetauscht und der Zug konnte ohne langen Aufenthalt weiterfahren.